# 鳳凰山 (杭州市)
鳳凰山（ほうおうざん）は、中華人民共和国浙江省杭州市上城区にある山である。

## 名勝
- 万松書院
- 老虎洞窯址

## ギャラリー

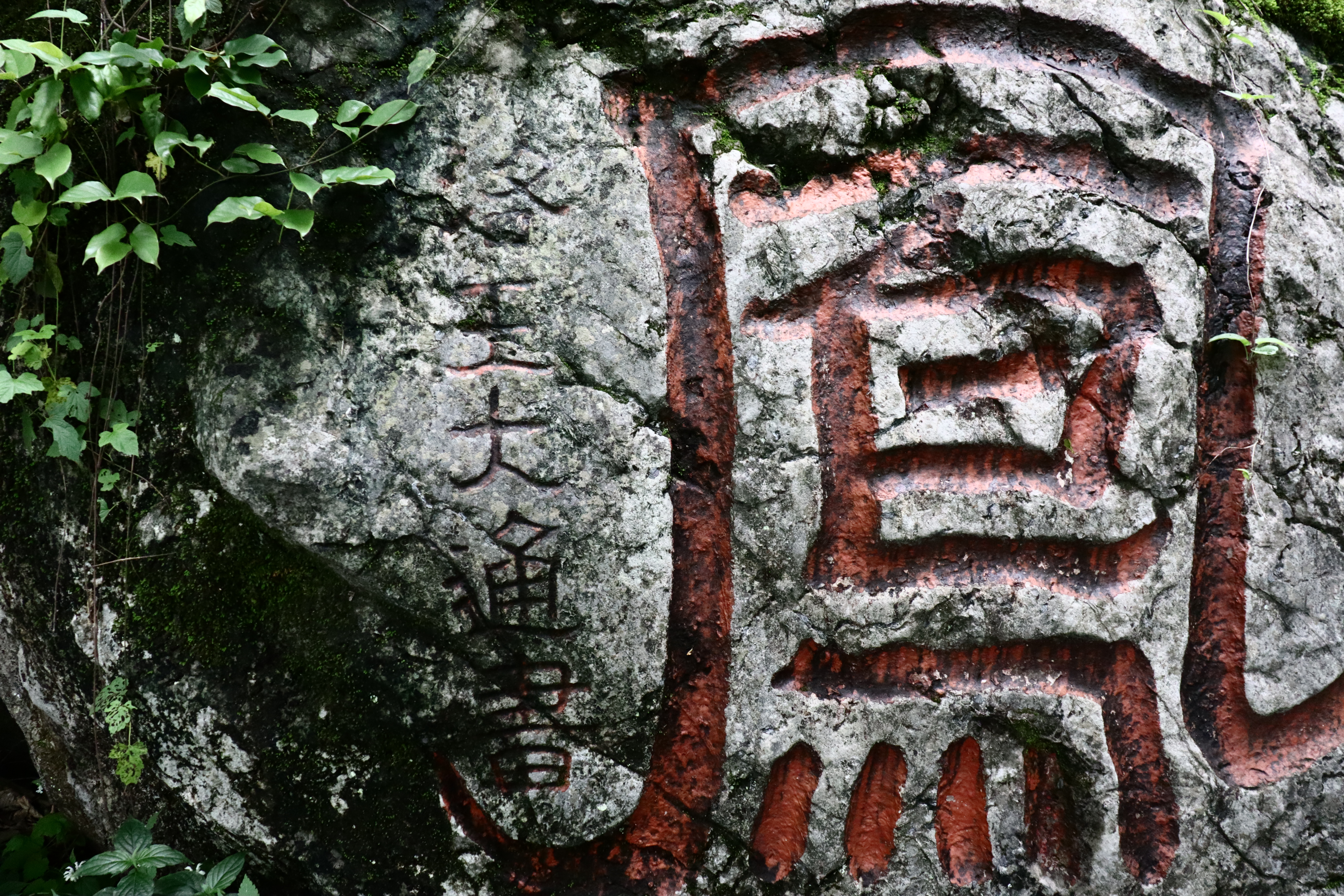
「鳳」字の石刻
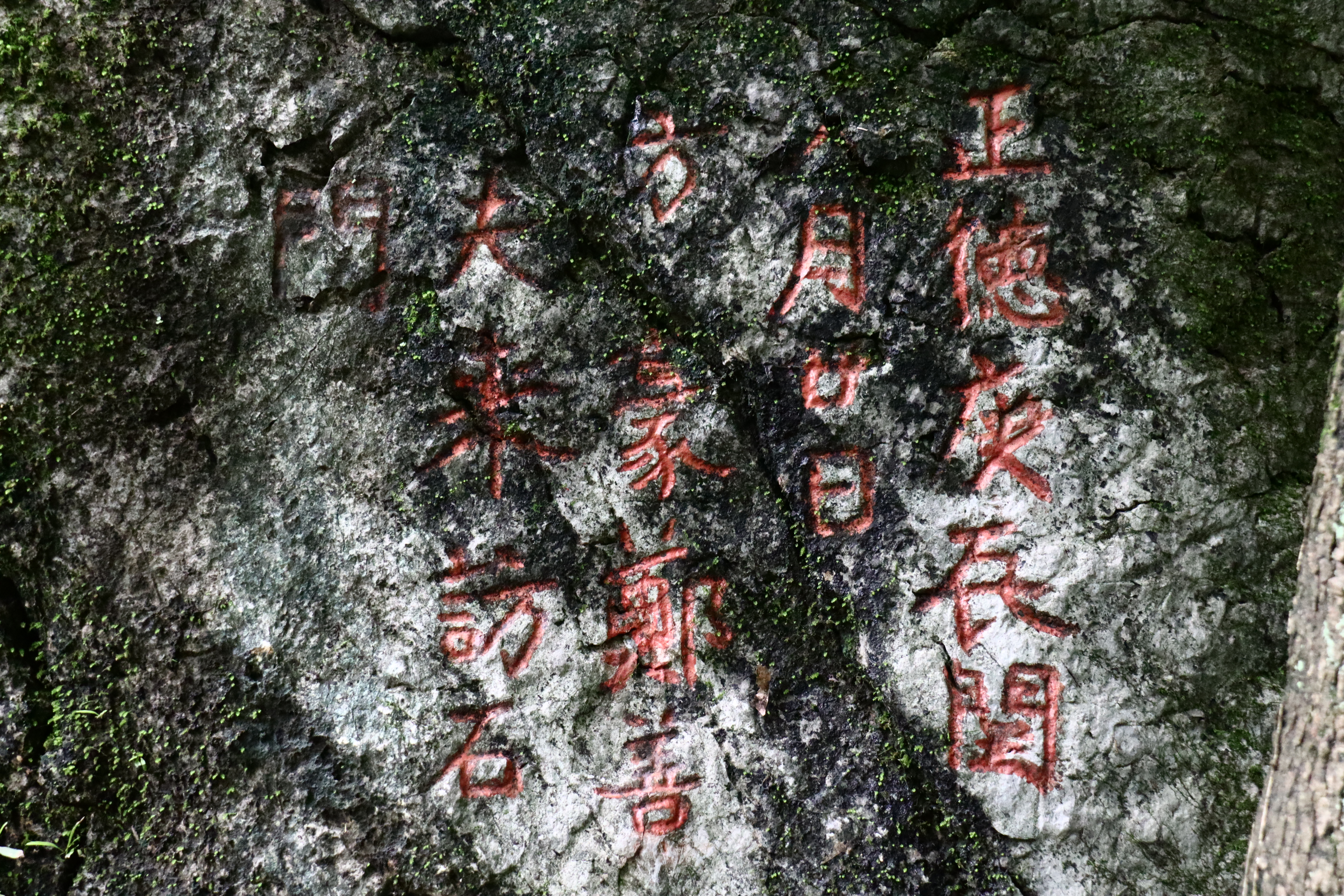
明の正徳15年の方豪・鄭善夫の石刻
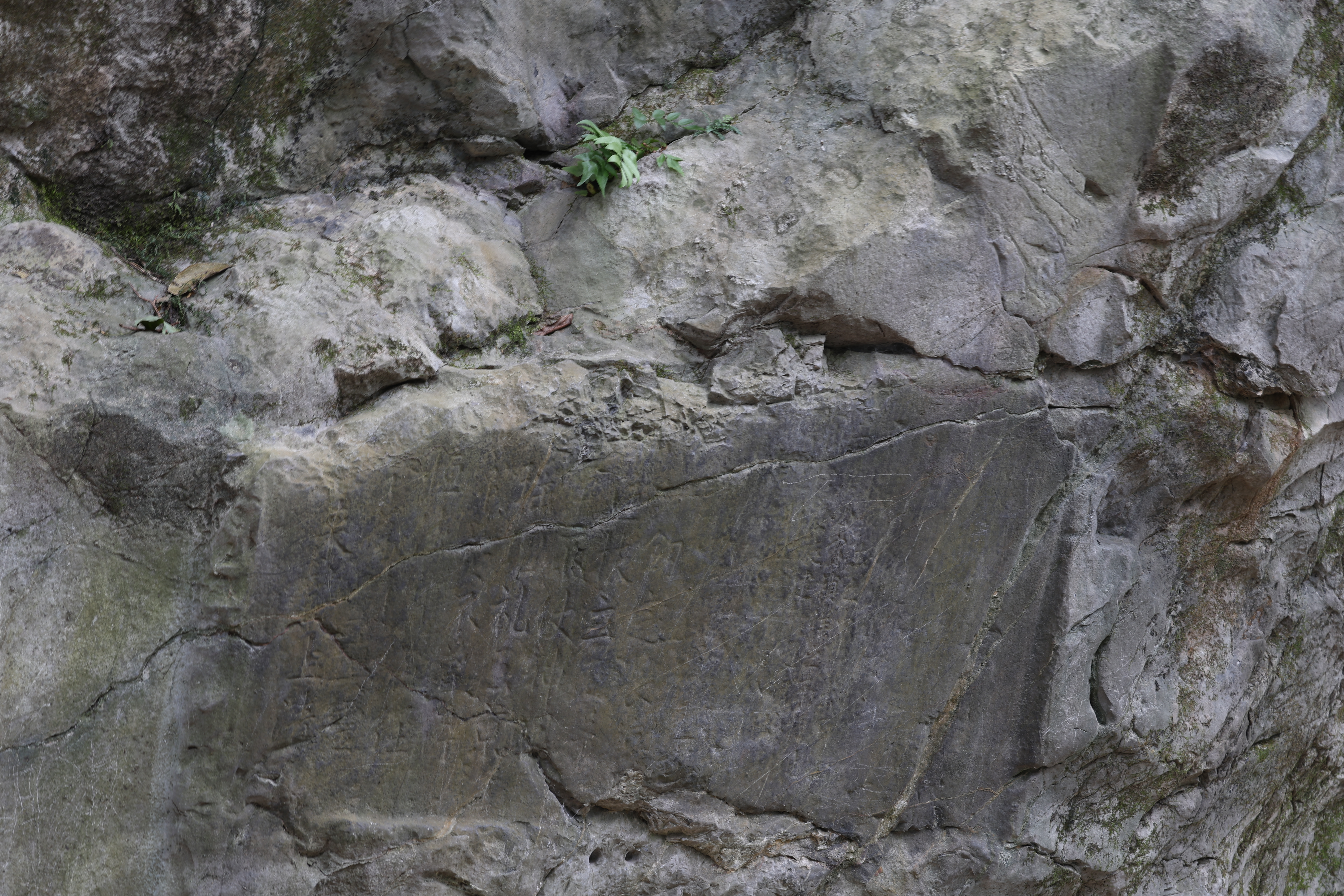
同光年間の呉越の上清宮詩の石刻
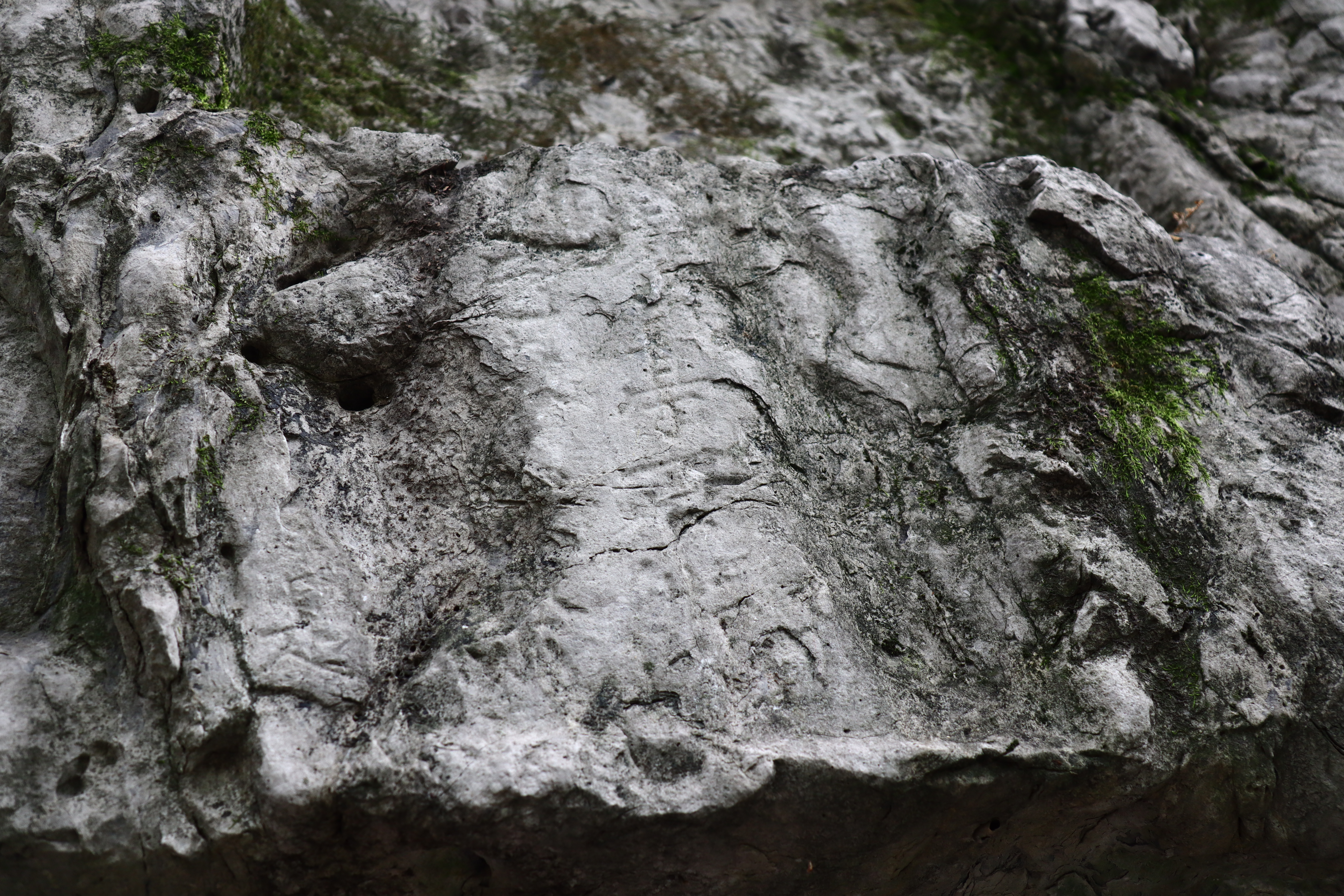
祖無擇の「建介亭記」の石刻
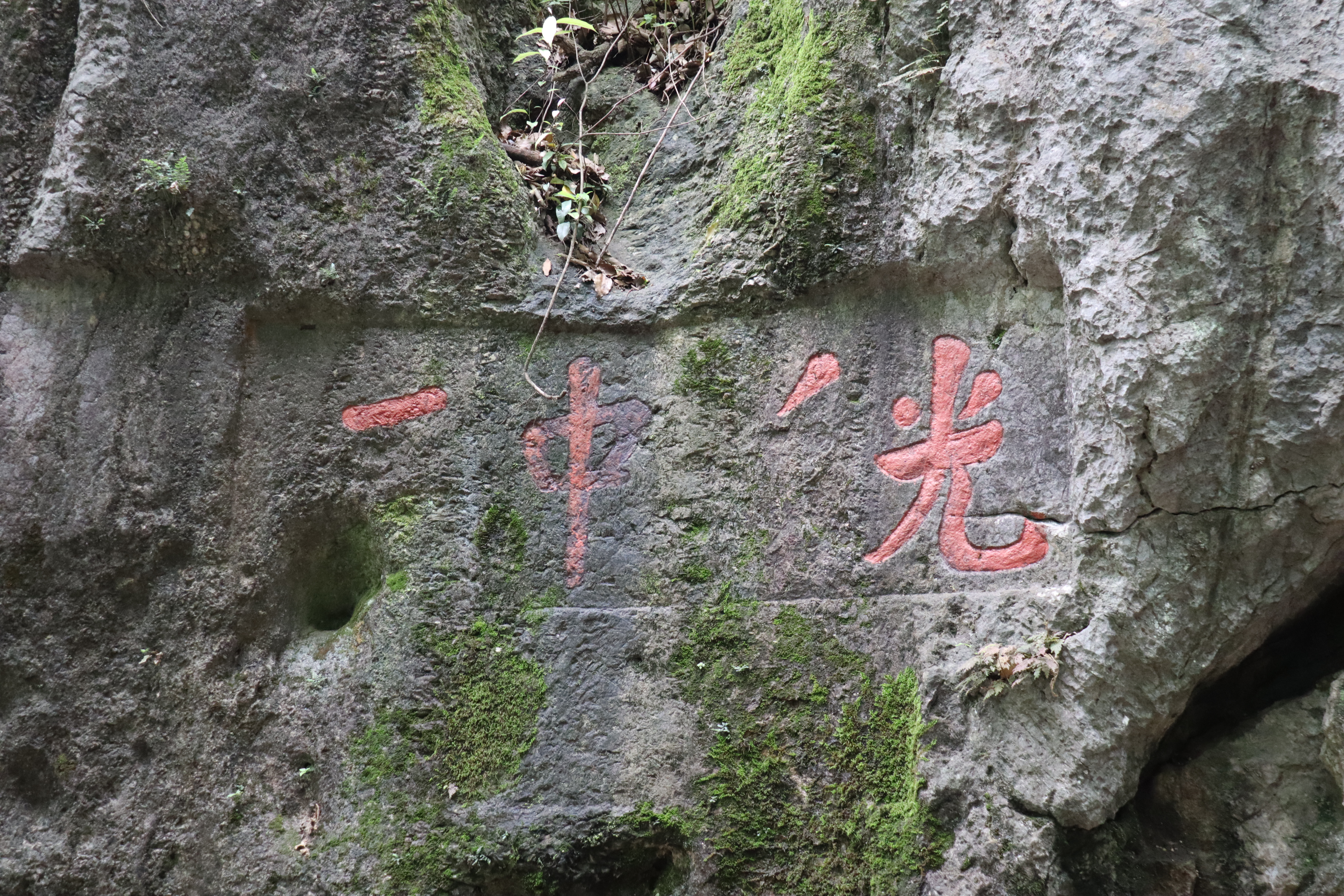
蔡襄の石刻
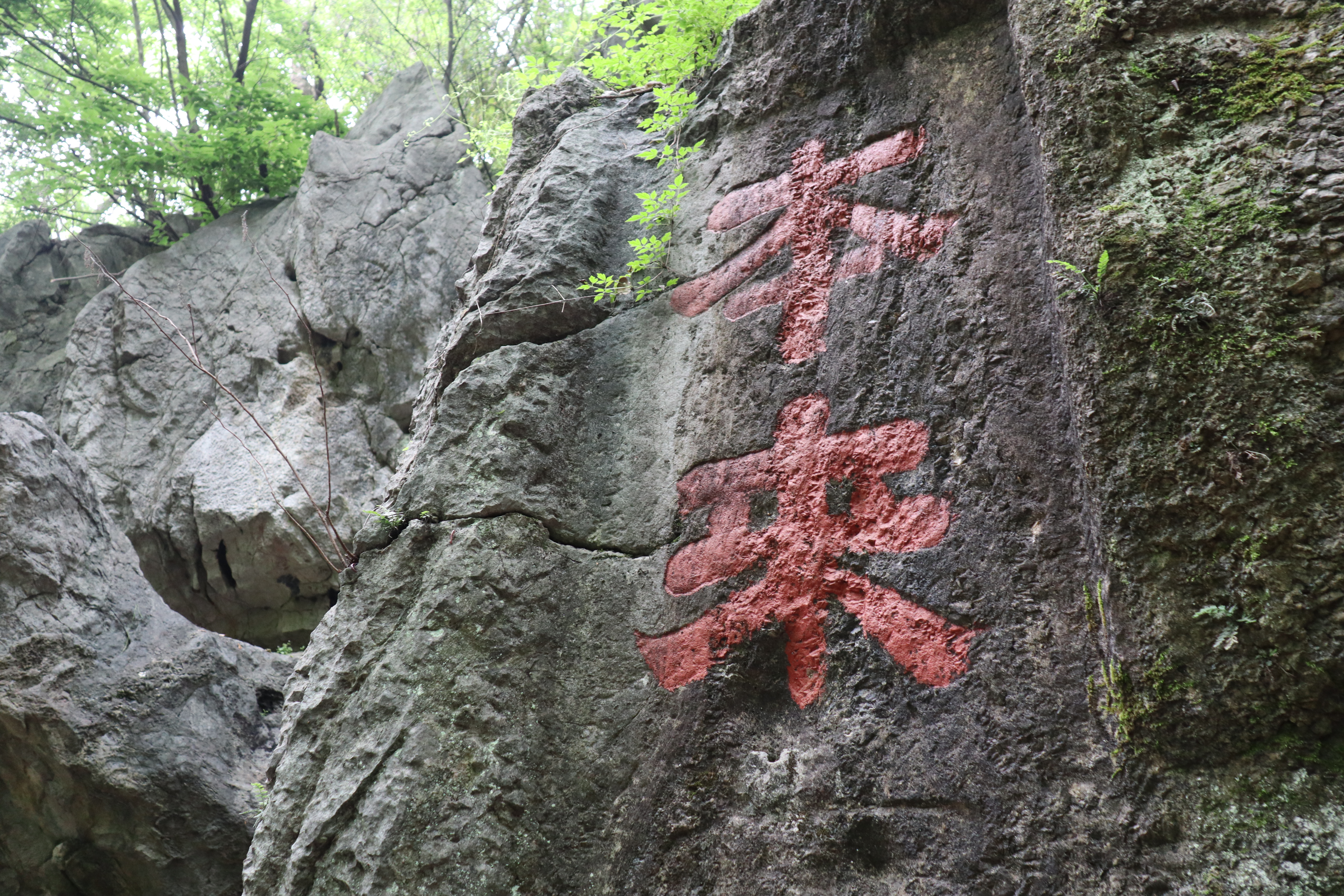
明の「本来」の石刻
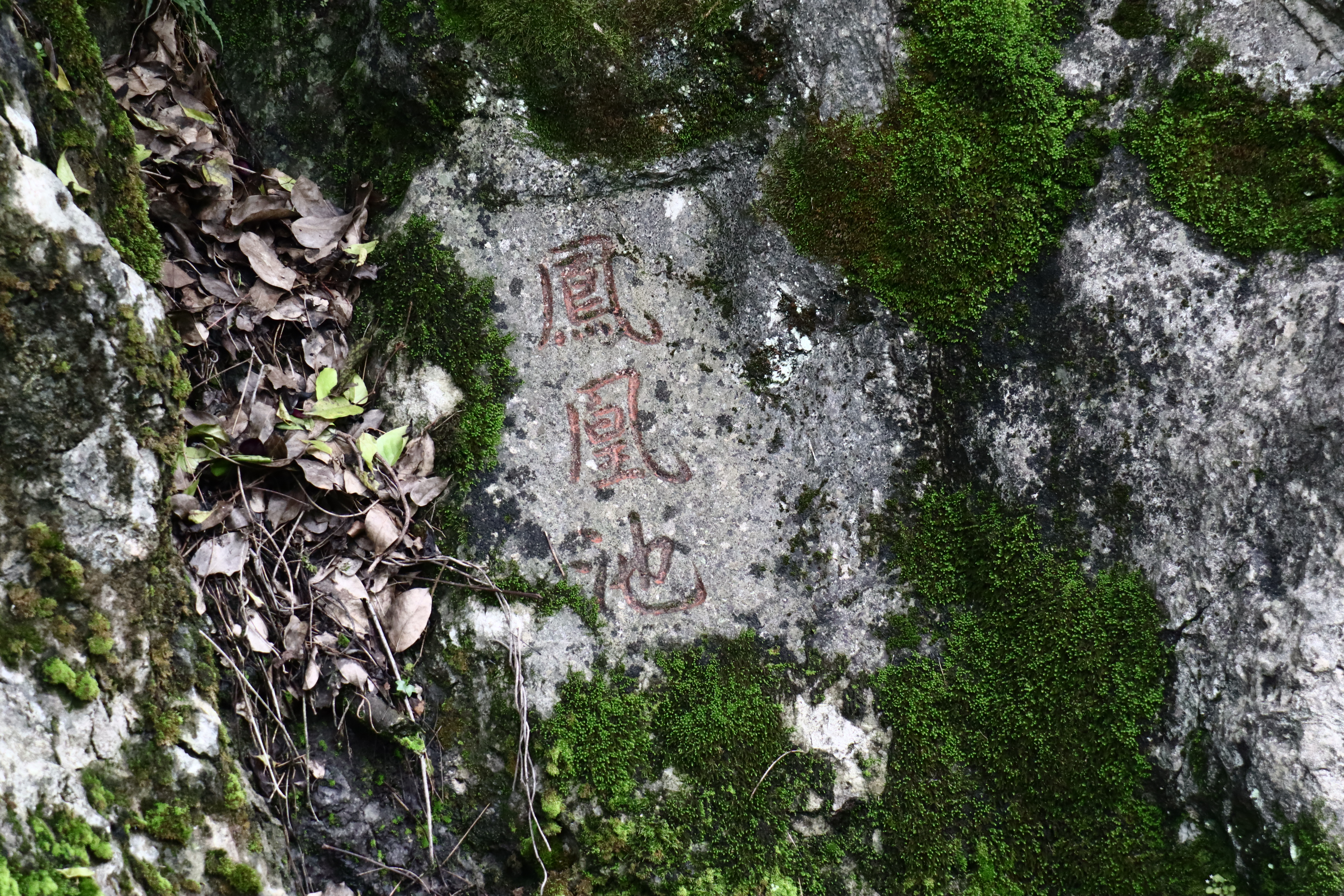
南宋の張孝祥の「鳳凰池」の石刻